# Erich Hampe

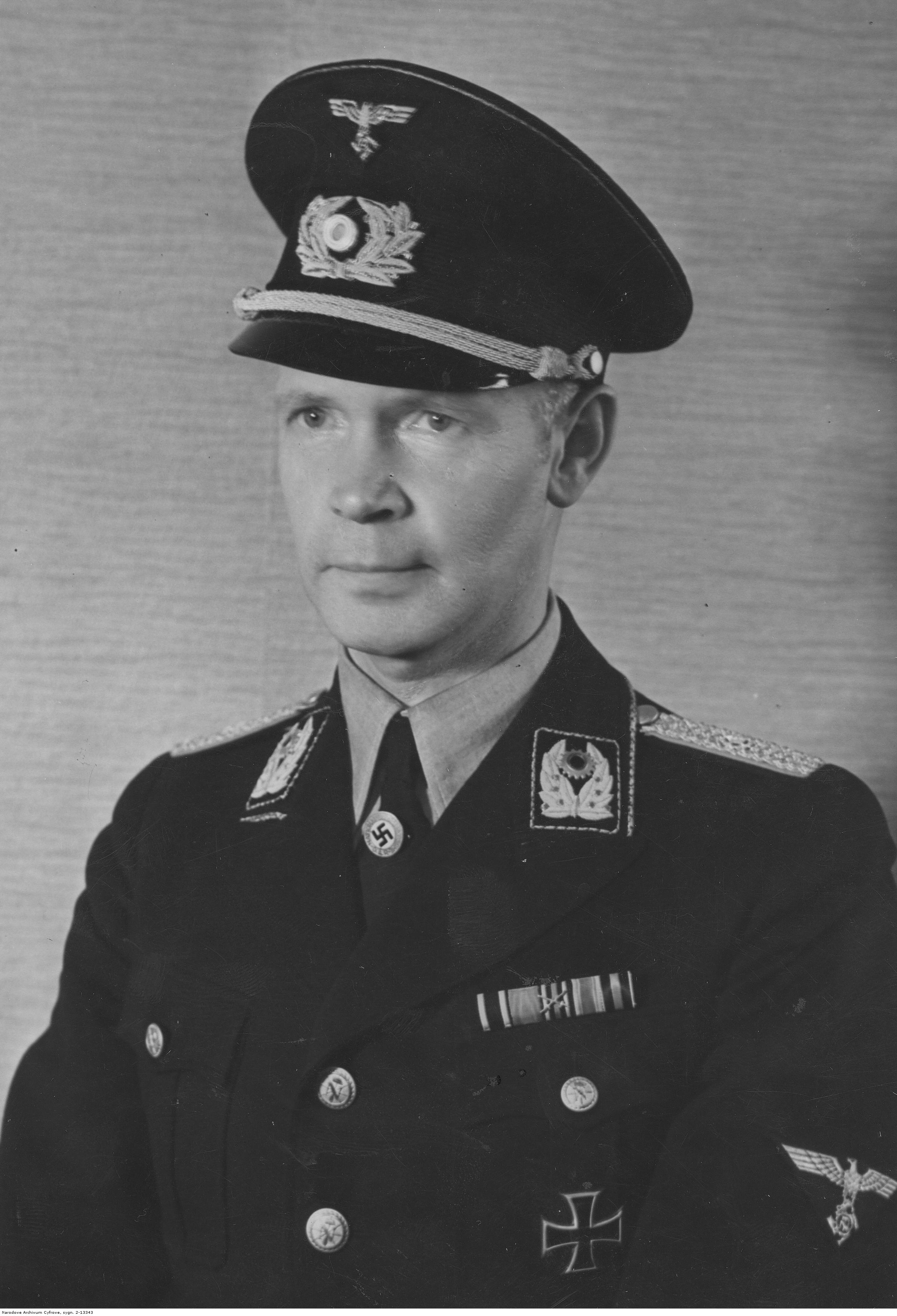
Erich Hampe (1939)

Erich Hampe (* 17. Dezember 1889 in Gera; † 28. Juni 1978 in Hangelar bei Bonn) war ein deutscher Offizier und Präsident der Bundesanstalt für zivilen Luftschutz, General der technischen Truppen und Einsatzleiter der Technischen Nothilfe sowie Herausgeber und Fachbuchautor. Hampe war einer der Begründer der deutschen Luftrettung („geistiger Vater“ der Luftrettung).

## Leben
Erich Hampe war der Sohn des Generaloberarztes Ernst Hampe. Er trat am 28. März 1908 als Fahnenjunker in das Magdeburgische Jäger-Bataillon Nr. 4 der Preußischen Armee ein, aus der er am 20. Juli 1912 als Leutnant der Reserve entlassen wurde.
Nach seiner Verabschiedung wurde Hampe Chefredakteur der Zeitung „Die Post“, die der Freikonservativen Partei nahestand.
Mit Ausbruch des Ersten Weltkriegs zur Ersatz-Maschinengewehr-Abteilung  einberufen, kam Hampe im September 1914 zur Garde-Maschinengewehr-Abteilung Nr. 1 an die Westfront. Ab Oktober lag er in Stellungskämpfen in Flandern und Artois und nahm im November an der Schlacht bei Ypern sowie im Februar/März 1915 an der Winterschlacht in der Champagne teil. Als Oberleutnant wurde Hampe mit seiner Abteilung im April an die Ostfront verlegt und kämpfte u. a. in der Schlacht von Gorlice-Tarnow. Am 2. November 1915 erfolgte seine Versetzung zum 5. Großherzoglich Hessischen Infanterie-Regiment Nr. 168. Nach einer Erkrankung im Dezember 1916 zur Ersatz-Maschinengewehr-Abteilung überwiesen, wurde er dort am 27. Januar 1918 zum Hauptmann befördert.
Nach Kriegsende im Dezember zur Ersatz-Maschinengewehr-Kompanie Nr. 1 des III. Armee-Korps versetzt, schloss Hampe sich 1919 als Führer einer MG-Abteilung einem Freikorps an. Seit Ende Juni 1919 war er militärisches Mitglied in der Lazarett-Kommission des Reserve-Lazaretts Saarow. Am 30. November 1919 wurde Hampe aus dem Militärdienst verabschiedet.
In der Weimarer Republik war Hampe ab 1920 stellvertretender Chef und Einsatzleiter der Technischen Nothilfe (TN). Zeitweilig war er Mitglied der Deutschen Volkspartei, einer nationalliberalen Partei der Weimarer Republik, die von 1920 bis 1931 in den Weimarer Reichsregierungen vertreten war.
Hampe begrüßte die Machtübernahme der Nationalsozialisten, die eines seiner Lebensthemen, den Luftschutz, forcierten. Zum 1. Mai 1933 trat er der NSDAP bei (Mitgliedsnummer 2.673.271). Hampe wehrte sich dagegen, dass die hauptamtlichen TN-Mitarbeiter nach der 1936 erfolgten Eingliederung als technische Hilfspolizei wie die Feuerwehrbeamten Polizeidienstgrade erhalten sollten. Die Gründe dafür blieben unklar, doch dürfte ihm als früherem Soldaten wichtig gewesen sein, den paramilitärischen Charakter der TN zu wahren. 1941 wurde Hampe von der Ordnungspolizei in die Wehrmacht überführt und mit dem Aufbau der Technischen Truppen betraut. Seit dem 20. Mai 1941 Oberstleutnant mit Rangdienstalter vom 1. Juni 1939, wurde er Ende des Monats zum Chef der neu eingerichteten Abteilung Technische Truppen im Oberkommando des Heeres (In 11) ernannt und dem General der Technischen Truppen im OKH unterstellt. In dieser Funktion wurde er ab dem 20. Oktober 1942 zugleich mit der Wahrnehmung der Geschäfte als General der Technischen Truppen beauftragt. Für den Hilfseinsatz nach der Bombardierung Berlins wurde er am 22. Juli 1944 mit dem Deutschen Kreuz in Silber ausgezeichnet. Ende 1944 wurde der General der Technischen Truppen aufgelöst. Am 1. April 1945 wurde Hampe zum Generalmajor befördert.
Nach Kriegsende kam Hampe in Kriegsgefangenschaft und wurde im Rahmen der alliierten Entnazifizierungspolitik interniert. Am 28. Februar 1947 wurde er von einem britischen Militärgericht (British Review Board No. 11) als Mitläufer eingestuft. Mit Bescheid Nr. 3951 vom 22. Dezember 1949 wurde Hampe vom Entnazifizierungshauptausschuss für den Regierungsbezirk Düsseldorf „ohne Einschränkung“ entlastet.
Im September 1950 berief Otto Lummitzsch Hampe in den Aufbaustab des Technischen Hilfswerks, der Nachfolgeorganisation der Technischen Nothilfe. Im Januar 1951 wurde er als „Referent Grenzschutz, Luft- und Katastrophenschutz“ im Bundesministerium des Innern (BMI) angestellt. Zum Abschluss seiner Karriere als Bundesbeamter wurde Hampe am 25. März 1954 Präsident der neu gegründeten Bundesanstalt für zivilen Luftschutz in Bonn.
Am 30. Juni 1955 wurde Hampe, ein Jahr nach Erreichen der Regel-Altersgrenze, pensioniert.
Zusammen mit Heinrich Focke gründete Hampe am 14. März 1959 die „Deutsche Gesellschaft für Hubschrauber-Verwendung und Luftrettungsdienst“ e. V. mit Sitz in Bonn (VR 2778). Hampe blieb bis zu seinem Tod im Jahr 1978 Präsident der Gesellschaft. Eine Namensänderung des Vereins in „Deutscher Hubschrauberverband“ fand am 10. August 1981 statt.

## Auszeichnungen
- 1914–18 Eisernes Kreuz 1. Klasse
- 1944 Deutsches Kreuz in Silber
- 1955 Großes Verdienstkreuz des Verdienstordens der Bundesrepublik Deutschland.

## Schriften
- Der Mensch und die Gase. Einführung in die Gaskunde und Anleitung zum Gasschutz. Räder-Verlag, Berlin-Steglitz 1932 (2. neubearbeitete Auflage 1934)
- Der Mensch und die Luftgefahr. Ein Führer durch Luftgefahr und Luftschutz. Räder-Verlag, Berlin-Steglitz 1936 (2. Auflage 1937, 3. verbesserte Auflage 1939)
- (Mitherausgeber) Der zivile Luftschutz. Ein Sammelwerk über alle Fragen des Luftschutzes. Herausgegeben von Kurt Knipfer und Erich Hampe. Stolberg, Berlin 1934 (2. neu bearbeitete Auflage 1937)
- Strategie der zivilen Verteidigung. Studie zu einer brennenden Zeitfrage. Eisenschmidt, Frankfurt am Main 1956
- Im Spannungsfeld der Luftmächte. Eine Einführung in die Gefahrenmöglichkeiten aus der Luft und Schutz- und Hilfsmöglichkeiten für die Bundesrepublik. Maximilian-Verlag, Köln 1956 (Ziviler Bevölkerungsschutz, Heft 2)
- Hubschrauber-Verwendung und Luftrettungsdienst. Vortrag in der gemeinsamen Veranstaltung am 2. Juni 1960 im „Haus der Technik e. V.“, Essen. Hrsg.: Deutsche Gesellschaft für Hubschrauber-Verwendung und Luftrettungsdienst e. V., Bonn, Heft 66. Bonn, 1960.
- Hubschrauber im Katastropheneinsatz. Eine Dokumentation aus Hubschraubertagungen 1962. Die Flutkatastrophe an der Nordseeküste. Die Versorgung der Ost- und Westfriesischen Inseln durch Hubschrauber der Bundeswehr. Die Situation des zivilen Hubschraubers in der Bundesrepublik. Hrsg.: Deutsche Gesellschaft für Hubschrauber-Verwendung und Luftrettungsdienst e. V., Bonn. Olnhausen Verlag für Flugtechnik, Stuttgart 1962.
- Der zivile Luftschutz im Zweiten Weltkrieg: Dokumentation und Erfahrungsberichte über Aufbau und Einsatz. Bernard und Graefe 1963 (Digitalisat auf www.bbk.de)
- (mit Dermot Bradley) Die unbekannte Armee. Die technischen Truppen im 2. Weltkrieg. (= Studien zur Militärgeschichte, Militärwissenschaft und Konfliktsforschung; Bd. 21). Mit einem Geleitwort von Karl Hollidt. Biblio-Verlag, Osnabrück 1979. ISBN 3-7648-1175-7
- ... als alles in Scherben fiel. Erinnerungen des Generalmajors a. D., ehemaligen Generals der Technischen Truppen und Präsident der Bundesanstalt für zivilen Luftschutz. Biblio-Verlag, Osnabrück 1979 (Soldatenschicksale des 20. Jahrhunderts als Geschichtsquellen; 1), ISBN 3-7648-1168-4 [Autobiographie]